# Фокай
Фокай — деревня в Кезском районе Удмуртской республики.

## География
Находится в северо-восточной части Удмуртии на расстоянии приблизительно 18 км на восток по прямой от районного центра поселка Кез.

## История
Известна с 1802 года как починок Вверх Пыхтынской. В 1873 году учтен как починок Верх-Пыхты (Пакай-гурт) с 5 дворами. В 1905 году 14 дворов и в 1924 — 25. До 2021 года входила в состав Кузьминского сельского поселения.

## Население
Постоянное население составляло 3 мужчин (1802 год), 39 человек (1873), 131 (1905), 189 (1924, все удмурты), 61 человек в 2002 году (удмурты 92 %), 41 в 2012.